# Al Roseires

Localização do distrito

Al Roseires é um dos cinco distritos do estado de An-Nil al-azraq, no Sudão.